# Циганаши (Мехединци)
За друга значења, погледајте чланак Циганаши (вишезначна одредница)
Циганаши (рум. Țigănași) насеље је у Румунији у округу Мехединци у општини Бурила Маре. Oпштина се налази на надморској висини од 88 m.

## Становништво
Према подацима из 2013. године у насељу је живело 471 становника, од којих су сви румунске националности.